# Dongpu (köpinghuvudort i Kina, Zhejiang Sheng, lat 30,06, long 120,53)
Dongpu är en köpinghuvudort i Kina. Den ligger i provinsen Zhejiang, i den östra delen av landet, omkring 41 kilometer sydost om provinshuvudstaden Hangzhou. Antalet invånare är 63 739. Befolkningen består av 31 462 kvinnor och 32 277 män. Barn under 15 år utgör 14,0 %, vuxna 15-64 år 77 %, och äldre över 65 år 7,0 %.
Runt Dongpu är det mycket tätbefolkat, med 7 216 invånare per kvadratkilometer. Närmaste större samhälle är Shaoxing, 7,5 km sydost om Dongpu. Runt Dongpu är det i huvudsak tätbebyggt.
Genomsnittlig årsnederbörd är 1 912 millimeter. Den regnigaste månaden är juni, med i genomsnitt 316 mm nederbörd, och den torraste är november, med 74 mm nederbörd.